# Friends Will Be Friends
Friends Will Be Friends ist ein Lied der britischen Rockband Queen aus dem Jahr 1986.

## Entstehung und Veröffentlichung
Das Lied wurde gemeinsam von den beiden Queen-Mitgliedern John Deacon und Freddie Mercury getextet und komponiert. Für die Produktion zeichneten alle Queen-Mitglieder, zusammen mit dem deutschen Musikproduzenten Reinhold Mack, verantwortlich.
Die Erstveröffentlichung von Friends Will Be Friends erfolgte als Teil von Queens elftem Studioalbum A Kind of Magic am 2. Juni 1986 bei EMI Music. Eine Woche später erschien das Lied erstmals als Singleauskopplung aus dem Album. Diese erschien unter anderem als 7″-Single am 9. Juni 1986, mit der B-Seite Seven Seas of Rhye. Weltweit erschienen diverse verschiedene Singleausführungen, die sich durch die Auswahl und Anzahl der B-Seiten unterscheiden. Zudem erschien Friends Will Be Friends auf diversen Best-of-Alben der Band, darunter Greatest Hits II (1991).
Das Lied war unter anderem fester Bestandteil der The Magic Tour. Dort spielte man es gegen Ende zwischen We Will Rock You und We Are the Champions.

## Musikvideo
Das dazugehörige Musikvideo entstand unter der Regie von Rudi Dolezal und Hannes Rossacher (DoRo Produktion). Es wurde im Mai 1986 in den JDC Studios in Wembley gedreht und zeigt die Band, wie sie das Lied vor Fanclub-Mitgliedern aufführt. Während des Auftritts gibt Freddie Mercury den Zuschauern High five; am Ende nimmt er das Mikrofon und singt mit ihnen mit, wobei er ihnen die Führung überlässt.

## Besetzung
- John Deacon – Bassgitarre, Rhythmusgitarre
- Brian May – Begleitgesang, Leadgitarre
- Freddie Mercury – Begleitgesang, Klavier, Leadgesang, Synthesizer
- Roger Taylor – Begleitgesang, E-Schlagzeug, Schlagzeug

## Charts und Chartplatzierungen
| ChartsChartplatzierungen     | Höchstplatzierung | Wochen |
| ---------------------------- | ----------------- | ------ |
| Deutschland (GfK)            | 20 (10 Wo.)       | 10     |
| Schweiz (IFPI)               | 19 (5 Wo.)        | 5      |
| Vereinigtes Königreich (OCC) | 14 (12 Wo.)       | 12     |